# TV6 (Letonia)
TV6 (en letón: TV6 Latvija) es un canal de televisión privado de Letonia, perteneciente a All Media Latvia. Emite series, películas, música y deportes.

## Historia
El canal inició emisiones el 22 de abril de 2007. 
TV6 emite en HD desde el 26 de julio de 2018, al igual que el resto de canales pertenecientes a All Media Baltics.
El 26 de agosto de 2022 TV6 estrenó su actual imagen corporativa, completando el cambio de las marcas de los canales de televisión de All Media Latvia, unificándolos. Anteriormente, el canal había tomado prestado el nombre, el logotipo y los gráficos del canal sueco del mismo nombre, pero su contenido es diferente, ya que la versión sueca de TV6 tiene una orientación más masculina y no ofrece programación musical.

## Programación
TV6 emite series como Los Simpsons, Dos hombres y medio, Padre de familia o CSI: Miami; deportes como la Liga Europa de la UEFA, NBA, NHL o partidos de la selección de hockey sobre hielo de Letonia; películas y música.
Anteriormente, TV6 emitía los partidos del Campeonato Mundial de Hockey sobre Hielo Masculino, antes de que los derechos de transmisión fueran cedidos a LTV7 en 2017; así como los partidos de fútbol del FK Ventspils.